# Stan Lynde
Stan Lynde, född 23 september 1931 i Billings, Montana, död 6 augusti 2013 i Helena, Montana, var en amerikansk serieskapare.
Stan Lynde föddes i Billings, Montana och växte upp på kråkindianernas reservat i samma delstat. År 1958 skapade han västern-serien Rick O'Shay som utspelar sig i den påhittade staden Conniption. Namnet Rick O'Shay är en ordlek med det engelska ordet för rikoschett. Från början var det en ren humorserie, men den utvecklades med tiden till en allvarligare äventyrsserie med komiska inslag. Efter en konflikt med syndikatet som distribuerade serien, Tribune Media Syndicate, lämnade Lynde serien 1977 och andra tecknare och författare tog över serien under ett par år, innan den slutligen lades ner.
1978 kontaktades Lynde av Field Syndicate som bad honom skapa en ny västern-serie. Resultatet blev Latigo som debuterade i juni året efter. Men redan 1983 tröttnade Lynde och lade ner serien eftersom han ansåg att dagspresseriernas tid var ute. 
Därefter har Stan Lynde skapat ett antal mer humorinriktade serier: Grass Roots (egentligen per definition ingen serie, utan en skämtruta) 1984, Pardners 1989, Sluga Räven (Chief Plenty Bucks, senare Sly Fox) 1994 och Rövar-Bob (Bad Bob) 2001. De senare två produceras direkt för den svenska Fantomentidningen. 1992 återvände också Lynde till Conniption när han gav ut två nyproducerade serietidningar med Rick O'Shay betitlade The Price of Fame.
Stan Lynde har också målat tavlor och skrivit romaner, även de med vilda västerntema.
I Sverige har många av Stan Lyndes serier publicerats i tidningen Fantomen.